# Chevalerie de Sacé
 (août 2017).
La Chevalerie de Sacé, au lieu-dit la Cave Peinte, est un site archéologique médiéval situé à l'ouest du bourg de Brain-sur-Allonnes (en Maine-et-Loire, en France), dans les bois de la forêt communale de Courcy. Le site est inscrit au titre des monuments historiques depuis 1995.
Le site est fouillé depuis 1961 par l'association Areghat, qui a mis au jour 15 000 carreaux de pavages peints vernissés des XIIIe et XIVe siècles, ainsi que d'anciennes pièces de monnaie frappées sous le règne de Jean le Bon (1350-1364). Les fouilles révèlent que la place forte a été incendiée lors de la guerre de Cent Ans, probablement par les troupes anglaises.
En 1981, un musée archéologique est créé à Brain-sur-Allonnes pour présenter les découvertes réalisées aux environs de la commune. En 1990, un jardin botanique médiéval est créé à proximité des vestiges de la maison forte pour faire revivre l'histoire rurale du Moyen Âge.
Chaque année, l'association Areghat organise une fête médiévale costumée avec jeux, repas et tournois.

## Description du site
Les ruines de l'ancien bâtiment qui s'élève sur ce lieu témoignent d'une solide maison forte entourée de douves, similaire à d'autres maisons fortifiées situées aux abords des bourgs, le long de routes principales ou à la frontière de grandes seigneuries. La maison forte a été construite en 1290 et détruite en 1361. Elle appartenait à un seigneur local, Jehan Godin de Sacé, un proche des grandes familles seigneuriales de l'Anjou et de la sénéchaussée de Saumur.
Un réseau de souterrains, attenant au site archéologique médiéval, daterait de l'Antiquité et pourrait être rattaché au site gallo-romain situé à cinq-cents mètres de là.

## Description du jardin botanique
Le jardin botanique de la chevalerie de Sacé se situe dans la forêt communale de Courcy, à une altitude moyenne de 50 mètres. S'il débute en 1990 avec une quantité restreinte de plantes, il compte à ce jour plus de 800 espèces végétales. Son organisation est conforme à la tradition médiévale (Valéry et Le Toquin 2001, p. 17) et s'inspire du plan du jardin de Saint-Gall, en Suisse.

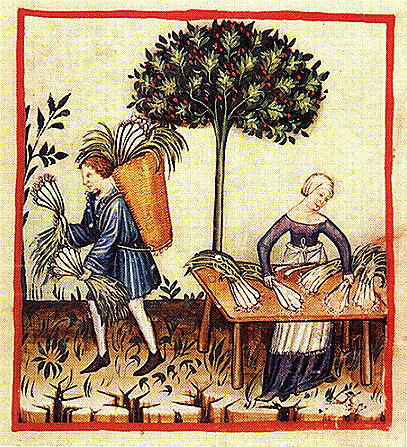
Illustration du XIVe siècle extraite d'un exemplaire du Tacuinum sanitatis.

Le jardin médiéval se compose de stands thématiques permettant de comprendre comment les plantes étaient utilisées jadis, d'une exposition d’essences forestières, et d'un rucher. Situé près de l’ancienne maison forte, ce jardin a plutôt la vocation d'un endroit utilitaire suivant une organisation conforme à l’utilisation des plantes au Moyen Âge (Bilimoff 2011, p. 10, 33-41).
- Une partie florale, appelé « jardin bouquetier », présente les principales variétés de roses, d’œillets, de bleuets, d’iris, etc. ; leur emploi était principalement réservé à la décoration des autels[réf. nécessaire].
- Une partie légumière, appelée « hortus », est dédiée aux légumes et légumineuses (radis, asperges, épinards, panais, pois chiches, lentilles, etc.).
- Une partie dédiée aux arbres fruitiers et aux arbustes, appelée « vergier » ou « pomarium » présente, entre autres, des cormiers, des pommiers, des poiriers, des pêchers, des pruniers, des cassis, des groseilliers, des arbousiers, et de la vigne.
- Une partie utilitaire, appelée « herbularius », sert de jardin médicinal et condimentaire, avec :
  - des plantes tinctoriales (la garance, l’alchémille, etc.),
  - des plantes textiles (le chanvre),
  - des plantes médicinales (l’absinthe, l’acanthe, le bleuet, l’épiaire bétoine, le houx, etc.),
  - des aromates et les condiments  (l’ail, le romarin, le maceron, l’orpin blanc, le radis noir, etc.).
- Un « jardin des sorcières », composé de deux massifs, contient des plantes vénéneuses (cigüe, jusquiame noire, belladone, etc.) connues pour leurs effets toxiques et hallucinogènes ; ces plantes étaient supposées servir aux sorcières pour produire des pommades et des onguents qui, appliqués à la peau, pénétraient dans l’organisme et leur donnait l'impression de voler(Bilimoff 2003, p. 47).